# M式ATS
M式ATS（エムしきエーティーエス）は名古屋鉄道および豊橋鉄道で使用される自動列車停止装置 (ATS) である。

## 概要
M式ATSは1965年に採用されたATSである。周波数変周式の地上子を2個1組とし速度照査機能を持たせる方式をとっている。
列車が運転条件に従って適正な速度で運転しているか否か特定地点で検知するもので、列車の速度が照査速度を超過（列車が2個の地上子間を一定の時間（0.5秒）以下で通過）した場合に自動的に非常制動を作用させる、点制御によるパターン方式である。なお、速度計や速度発電機等の関与は無い。
終点部分に地上子を密集配置するなどの工夫をしており実務上は問題が無いものの、時差式ATSの最大の欠点である絶対停止が不可能という問題を解決出来ていない方式である。
1997年より豊橋鉄道でも採用されている。

## 地上子の設置方法と設置箇所

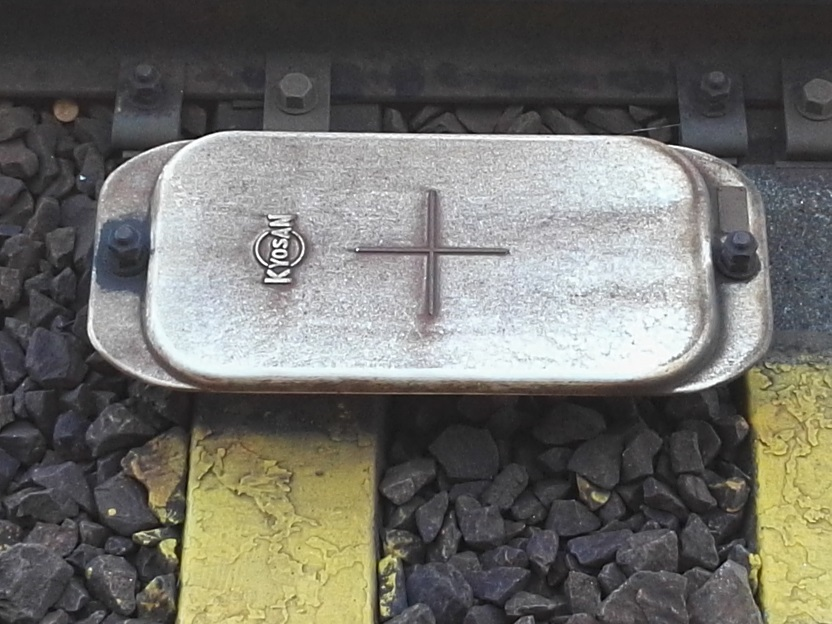
M式ATS地上子

照査地点の位置、照査箇所数、照査速度は路線や運転速度を考慮して決めている。
ATSの主機能として信号現示に連動して列車を停止させる追突・衝突防止用地上子、主機能の補足機能として信号現示に連動した誤出発防止用地上子、誤進入防止用地上子を設けている。また、信号現示に連動しない付加機能として分岐器、路線終端および曲線等の速度制限箇所、工事区間や危険区域等の必要な箇所に地上子を設けている。これによる速度照査が行われている速度制限区間（名古屋駅南方のトンネル入口など）では速度制限標の下にATSの表示がある。
地上子は名鉄全線及び名古屋本線との共用区間となるJR東海飯田線・豊橋駅 - 平井信号場間（飯田線内はATS-PTと併設）で15,817箇所設置されており、さらに増設が予定されている。